# Sociedad Española para el Procesamiento del Lenguaje Natural
La Sociedad Española para el Procesamiento del Lenguaje Natural (SEPLN) es una asociación científica sin ánimo de lucro que realiza sus actividades en el área de procesamiento del lenguaje natural desde que fue creada en 1983. La profesora Felisa Verdejo, entonces profesora de la Facultad de Informática en la Universidad del País Vasco fue uno de sus socios fundadores y primera presidenta de la sociedad. 
Sus dos actividades principales son la celebración anual de un congreso internacional sobre procesamiento del lenguaje natural y la publicación cada seis meses de la revista científica Procesamiento del Lenguaje Natural. Ambas actividades han sido la semilla para la creación de una comunidad investigadora internacional, especialmente localizada en la península ibérica y en Latinoamérica, que promueve el tratamiento automático del lenguaje natural,y  en especial la lengua española y las otras lenguas de la península ibérica.

## Congreso
El congreso de la Sociedad Española para el Procesamiento del Lenguaje Natural se celebra anualmente desde 1983. Los artículos presentados han sido evaluados de forma anónima por al menos 3 expertos del área del procesamiento del lenguaje natural. En el 2023 se celebró en Jaén.

## Revista científicaProcesamiento del Lenguaje Natural

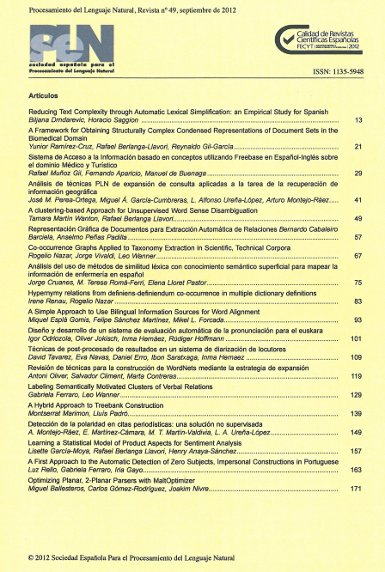
Portada de la revista Procesamiento del Lenguaje Natural

La sociedad edita la revista científica Procesamiento del Lenguaje Natural desde 1983 con dos números cada año (en marzo y septiembre).
En 2022 tenía un indicador SNIP (Source Normalized Impact per Paper), de Jornal Indicators, de 0,93 y un SJR (de SCImago Journal Rankings) de 0,421 y una posición en el cuartil 3.º en aplicaciones informáticas y en el cuartil 1.º en lenguaje y lingüística.
Sus artículos están indexados en DBLP.
El ISSN de su edición en papel es 1135-5948. El ISSN de su edición electrónica es 1989-7553.

## Presidentes

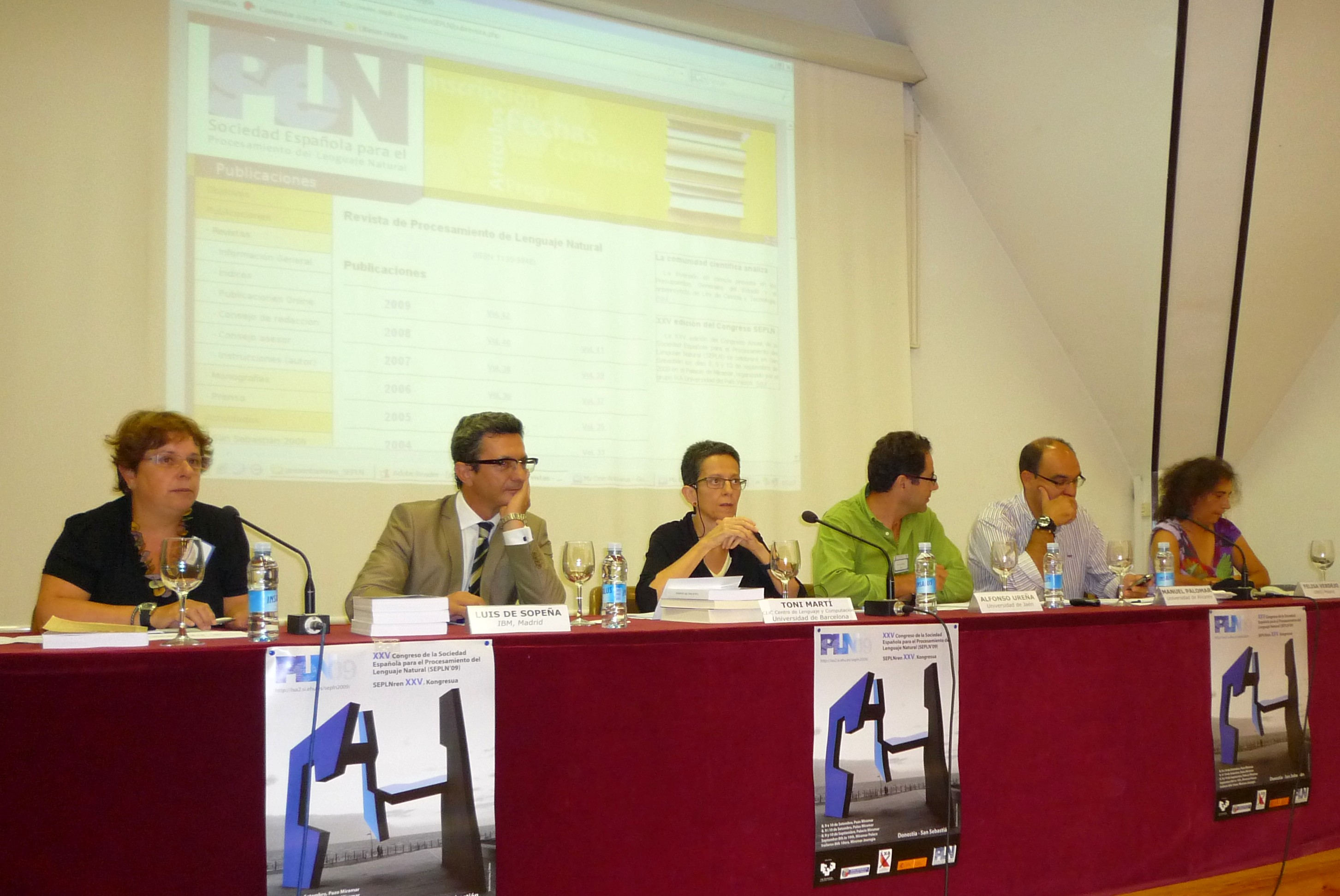
Mesa redonda con los presidentes y presidentas de la SEPLN en su 25 aniversario.

Los presidentes que han regido esta sociedad desde el año de su creación han sido los siguientes:
| Años      | Presidente o presidenta |
| --------- | ----------------------- |
| 2023 -    | Rafael Muñoz Guillena   |
| 2007-2023 | L. Alfonso Ureña        |
| 1996-2007 | Manuel Palomar          |
| 1990-1996 | Maria Antònia Martí     |
| 1984-1990 | Felisa Verdejo          |
| 1983-1984 | Luis Sopeña             |

## Premios SEPLN
La Sociedad Española para el Procesamiento del Lenguaje Natural concede anualmente el Premio SEPLN a la investigación en procesamiento del lenguaje natural. La finalidad del premio es la promoción y divulgación de la investigación en el campo de las tecnologías del lenguaje humano. En 2018 se ha otorgado y entregado la XVII edición del premio.